# Богачёв, Владимир Владимирович
Владимир Владимирович Богачёв (7 [19] февраля 1881, Новочеркасск — 11 декабря 1965, Баку) — русский и советский учёный-геолог и палеонтолог, доктор геолого-минералогических наук (1937), профессор, заслуженный деятель науки Азербайджанской ССР (1936).

## Биография
Родился 7 (19) февраля 1881 года в городе Новочеркасске в семье горного инженера В. Ф. Богачёва (1848 — 7 сентября 1919, Новочеркасск). В семье из 7 детей он был старшим.
Учился в Новочеркасской мужской гимназии. Занимался живописью, картины выставлялись Императорской Академией художеств в 1900 году — на Парижской Всемирной выставке.
В 1900 году поступил в Харьковский университет на медицинский факультет, в 1901 году перевёлся в Императорский Санкт-Петербургский университет на физико-математический факультет, который окончил в 1905 году. В годы учёбы в университете Владимир Владимирович опубликовал 14 научных работ.
В 1905—1911 годах — преподаватель естественной истории в Новочеркасской гимназии и был специалистом по гидрогеологии и почвоведению при областном агрономе ОВД.
С 1907 года — ассистент при кафедре геологии Юрьевского университета, в 1910 году — приват-доцент Юрьевского университета.
В 1912 году переехал в Тифлис, но продолжал читать лекции в Юрьевском университете. В Тифлисе был геологом Кавказского горного округа и профессором высших женских курсов.
В 1917 году вернулся в Новочеркасск, в Донском политехническом институте был в качестве доцента, с 1920 года — профессор. Без защиты докторской диссертации в 1937 году он получил степень доктора геолого-минералогических наук.
С 1921 года был профессором Азербайджанского политехнического института и Азербайджанского университета.
С 1925 года начал палеонтологические раскопки и исследования Бинагадинского кирового озера.
В 1940 году возглавил кафедру Общей геологии Ростовского государственных университета, после скоропостижной кончины профессора Н. А. Григорович-Березовского.
Во время немецкой оккупации он остался в Ростове-на-Дону и продолжал преподавать в Ростовском университете, а также принял участие в реструктуризации Музея истории донского казачества в Новочеркасске.
В Донском музее ведётся интенсивная работа по приведению в порядок отделов и установке новых экспозиций... Учтено наличие имущества и производится новая его расстановка. Музей будет отражать историю Донского казачества. Отдел истории донского казачества будет расширен за счёт материалов Старочеркасского музея, который будет перевезён в Новочеркасск. История города Новочеркасска будет отражена в историческом отделе. При входе в музей в вестибюле будут повешены портреты атаманов, полководцев, видных общественных деятелей.
 — писал Богачёв 29 сентября 1942 г. в «Новочеркасском вестнике».

### Репрессии
В 1943 году был арестован НКВД. Некоторое время он находился в Саратовской тюрьме, был осуждён военным трибуналом войск НКВД Ростовской области от 5—6 июня 1943 по статье 58, п. 1а на 10 лет заключения с последующим поражением в правах на 5 лет. Из архивных документов В. В. Богачёва: «С 1944 по 1946 год Богачёв работал в Москве в спецлаборатории, в последующие семь лет — в научно-исследовательской лаборатории в лагерях Ухты и Воркуты». Освобождён в 1953 году.

### Последние годы жизни
После освобождения вернулся на Дон.
В 1956—1959 годах работал в Крымском филиале АН СССР, на базе которого организовывался Институт минеральных ресурсов в Симферополе.
С 1960 года жил в Баку, где работал в Азербайджанском научно-исследовательском институте по добыче нефти (АзНИИ ДН).
Скончался 11 декабря 1965 года в Баку. Был похоронен в городе Сумгаит (Старое кладбище в посёлке Джорат).

## Семья
Брат — Богачёв, Георгий Владимирович (1889—1942) — горный инженер и гидрогеолог Кавказа и Средней Азии.
1 жена — Ольга Оровна Богачёва (в дев. Дубяга) — филолог, дети:
- Алексей (1909—1977) — энтомолог, Институт зоологии АН УССР, Киев[8].
- Анастасия (1912—1993) — переводчик, врач.

2 жена — Александра Ильинична Шишкина-Богачёва (в дев. Иванович ; 1887—1958) — доцент, дети:
- Дмитрий (до 1920—1944) — энтомолог[9].
- Марина, врач.

## Научная деятельность
Изучал происхождение и эволюцию пресноводной фауны, историю пресноводных и солоноватоводных фаун Евразии, Предкавказья, Восточного Кавказа, Западной Сибири и Казахстана. Учёный изучал моллюсков кайнозойской эпохи, описал более 500 видов третичных и четвертичных пресноводных моллюсков, занимался бабочками Дона, миоценом Новочеркасска и др. Он был первым исследователем Бинагадинского местонахождения четвертичной фауны. Богачёв открыл много неизвестных видов вымерших животных: миоценовые кит и дельфин, плиоценовые дельфин, тур, газель, олень и другие.
В 1912 году Владимир Владимирович Богачёв опубликовал в Юрьеве (Тарту) книгу «Атлантида. — Атлантида мифическая и Атлантида геологическая». Николай Феодосьевич Жиров — советский учёный назвал В. В. Богачёва основоположником отечественной научной атлантологии.
По заданию Донского Атамана П. Н. Краснова, Богачёв в сжатые сроки написал книгу «Очерки географии Всевеликого Войска Донского», которая была издана в 1919 году. Богачёв подчёркивал, что «граница Войска к моменту написания книги неоднократно подвергались исторической трансформации» (имея в виду, прежде всего, частичное расчленение войсковой территории Петром I). А уже в следующем году большевики полностью уничтожили Область Всевеликого Войска Донского как политическое тело.

## Библиография

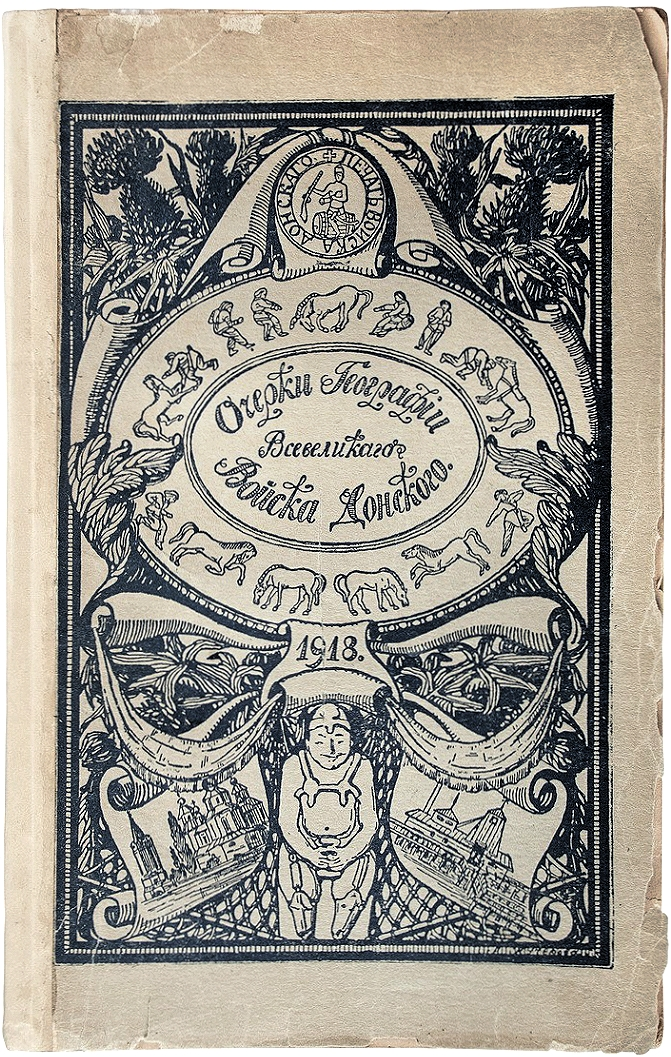
Очерки географии Области Всевеликого Войска Донского, 1918/1919